# (73006) 2002 ER29
(73006) 2002 ER29 – planetoida z pasa głównego asteroid okrążająca Słońce w ciągu 5,18 lat w średniej odległości 2,99 j.a. Odkryta 9 marca 2002 roku.